# Zentralamerikanische Handballmeisterschaft
Die Zentralamerikanische Handballmeisterschaft ist ein Handballwettbewerb für Nationalmannschaften Zentralamerikas. Bei den Frauen nahmen im Jahr 2023 zudem die Nationalmannschaften Chiles und Paraguays aus Südamerika teil. Das Turnier diente bis 2017 als Qualifikation für die Panamerikameisterschaft der Männer und der Frauen. Seit 2021 fungiert sie als Qualifikation für die Süd- und zentralamerikanische Handballmeisterschaft der Männer und der Frauen.

## Männer

### Turniere
| Jahr | Gastgeber                  | Gold       | Silber      | Bronze    | Teilnehmer |
| ---- | -------------------------- | ---------- | ----------- | --------- | ---------- |
| 2013 | San Salvador, El Salvador  | Guatemala  | Costa Rica  | Nicaragua | 5          |
| 2015 | Cartago, Costa Rica        | Guatemala  | Costa Rica  | Honduras  | 5          |
| 2017 | Guatemala-Stadt, Guatemala | Guatemala  | Costa Rica  | Nicaragua | 5          |
| 2021 | Tegucigalpa, Honduras      | Costa Rica | El Salvador | Honduras  | 3          |
| 2023 | Managua, Nicaragua         | Costa Rica | Nicaragua   | Guatemala | 5          |

### Teilnehmer
| Nation      | 2013 | 2015 | 2017 | 2021 | 2023 | Teilnahmen |
| ----------- | ---- | ---- | ---- | ---- | ---- | ---------- |
| Costa Rica  | 2    | 2    | 2    | 1    | 1    | 5          |
| El Salvador | 4    | 4    | 4    | 2    | 5    | 5          |
| Guatemala   | 1    | 1    | 1    | •    | 3    | 4          |
| Honduras    | 5    | 3    | 5    | 3    | 4    | 5          |
| Nicaragua   | 3    | 5    | 3    | •    | 2    | 4          |
| Gesamt      | 5    | 5    | 5    | 3    | 5    |            |

## Frauen

### Turniere
| Jahr | Gastgeber                 | Gold      | Silber     | Bronze      | Teilnehmer |
| ---- | ------------------------- | --------- | ---------- | ----------- | ---------- |
| 2014 | Tegucigalpa, Honduras     | Guatemala | Nicaragua  | Costa Rica  | 5          |
| 2016 | Managua, Nicaragua        | Guatemala | Nicaragua  | Costa Rica  | 5          |
| 2021 | San Salvador, El Salvador | Nicaragua | Costa Rica | El Salvador | 3          |
| 2023 | Managua, Nicaragua        | Paraguay  | Chile      | Nicaragua   | 6          |

### Teilnehmer
| Nation      | 2014 | 2016 | 2021 | 2023 | Teilnahmen |
| ----------- | ---- | ---- | ---- | ---- | ---------- |
| Chile       | •    | •    | •    | 2    | 1          |
| Costa Rica  | 3    | 3    | 2    | 4    | 4          |
| El Salvador | 4    | 4    | 3    | 5    | 4          |
| Guatemala   | 1    | 1    | •    | 6    | 3          |
| Honduras    | 5    | 5    | •    | •    | 2          |
| Nicaragua   | 2    | 2    | 1    | 3    | 4          |
| Paraguay    | •    | •    | •    | 1    | 1          |
| Gesamt      | 5    | 5    | 3    | 6    |            |